# Campethera notata
Campethera notata là một loài chim trong họ Picidae.